# Benedettine di Nostra Signora del Calvario

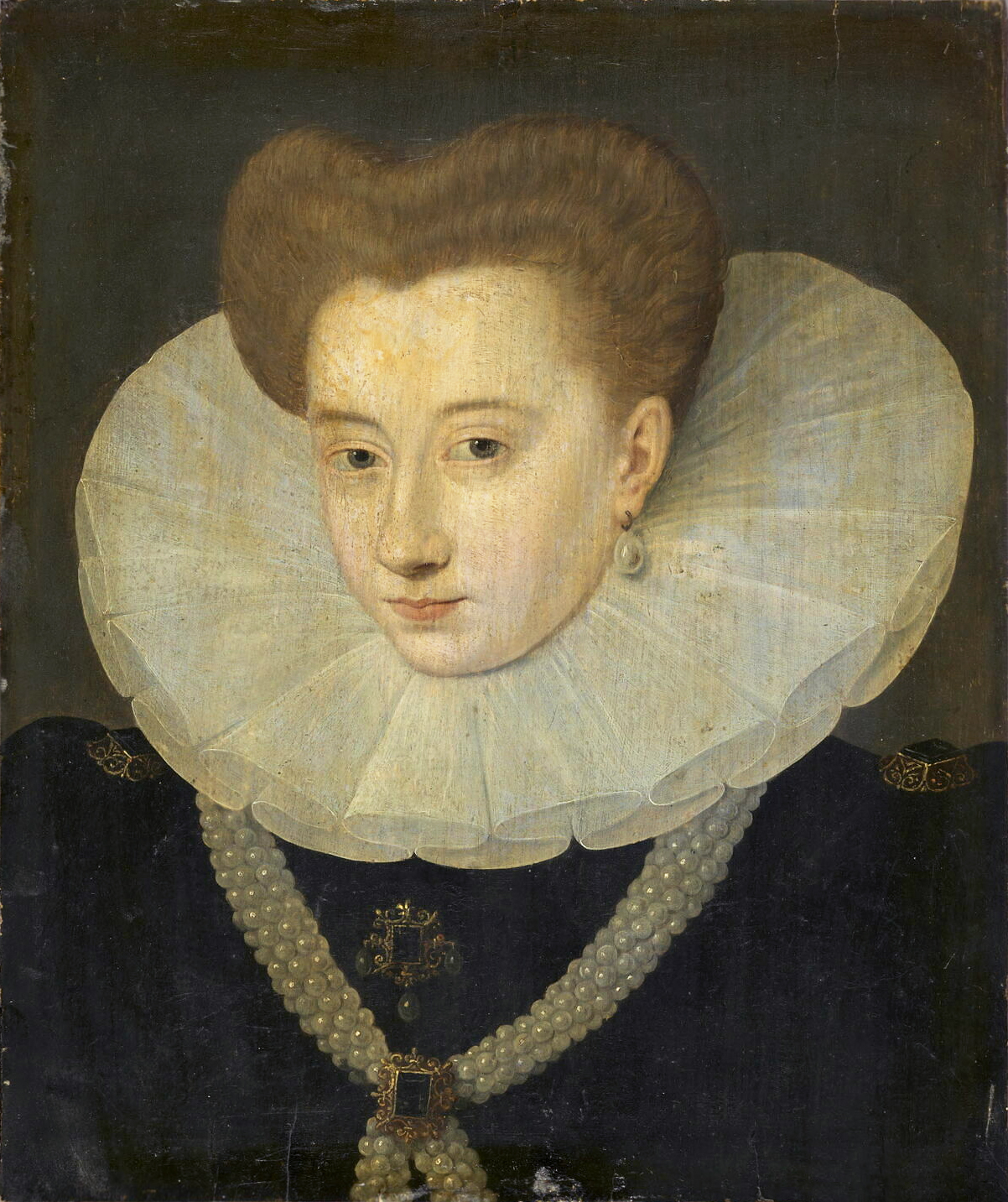
Antonietta d'Orléans-Longueville, cofondatrice della congregazione

Le benedettine di Nostra Signora del Calvario (in lingua francese Bénédictines de Notre-Dame du Calvaire o anche Filles du Calvaire) sono religiose di voti solenni appartenenti alla congregazione monastica fondata a Poitiers nel 1617 da Antonietta d'Orléans-Longueville: sono organizzate in monasteri autonomi.

## Storia

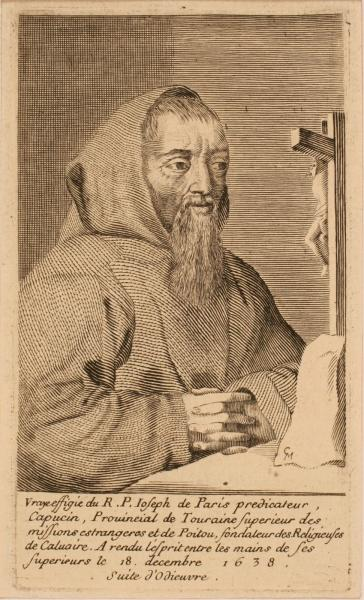
Giuseppe da Parigi, O.F.M. Cap., cofondatore della congregazione

La congregazione venne fondata da Antonietta d'Orléans-Longueville (1572-1618), cugina di secondo grado del re di Francia Enrico IV (erano entrambi pronipoti di Francesco di Borbone-Vendôme). Già dama di corte della regina Caterina de' Medici, aveva sposato Carlo di Gondi, duca di Retz: vedova nel 1596, decise di abbracciare la vita religiosa nel monastero delle fogliantine di Tolosa, ma papa Paolo V (con breve del 4 giugno 1605) la nominò coadiutrice, con diritto di successione, di Eleonora di Borbone, badessa di Fontevrault, che era prima cugina di sua madre. Antonietta si trasferì a Fontevrault, ma chiese al pontefice di essere dispensata dall'incarico: il 3 novembre 1609 il papa l'autorizzò a lasciare l'abbazia, ma solo alla morte di Eleonora (avvenuta nel 1611), consentendo ad Antonietta di trasferirsi nel monastero di Lencloître, sempre dell'ordine di Fontevrault.
Entrata in contatto con il frate cappuccino Giuseppe da Parigi (al secolo François Leclerc du Tremblay), Antonietta iniziò a meditare di introdurre una riforma per restaurare il primitivo rigorismo benedettino e il 25 ottobre 1617, con il consenso di Paolo V, lasciò Lencloître assieme ad altre ventiquattro monache e si stabilì in un nuovo monastero a Poitiers, che divenne casa madre di una nuova congregazione benedettina intitolata a Nostra Signora del Calvario. La congregazione venne canonicamente eretta nel 1621 da papa Gregorio XV e confermata da papa Urbano VIII nel 1637.
La congregazione fu soppressa al tempo della Rivoluzione, ma venne restaurata da papa Leone XII con breve del 14 novembre 1828; per volere di Leone XIII le benedettine di Nostra Signora del Calvario fondarono un monastero anche a Gerusalemme. Le nuove costituzioni delle congregazione vennero approvate dalla Santa Sede l'8 maggio 1962.

## Attività e diffusione
Le benedettine di Nostra Signora del Calvario sono religiose di voti solenni, di clausura, dedite alla preghiera contemplativa. Sono organizzate in monasteri canonicamente autonomi retti da una priora: i singoli monasteri formano una congregazione governata da una superiora generale eletta con mandato di sei anni.
Al 31 dicembre 2005 la congregazione contava 54 tra religiose professe e novizie e 4 monasteri (Gerusalemme, Angers, Bouzy-la-Forêt, Prailles).

## Riconoscimenti
La toponomastica di Parigi ha dedicato due strade alla congregazione (e, conseguentemente una stazione della Metropolitana), la rue des Filles-du-Calvaire e il boulevard des Filles-du-Calvaire, entrambe nel III arrondissement.